# Codognè
Codognè o Codogné (pronuncia /kodoɲˈɲe, -ɛ/; [kodoˈɲe] in veneto) è un comune italiano di 5 263 abitanti della provincia di Treviso in Veneto.

## Origini del nome
Il toponimo Codognè deriva dal latino *cotōneum ‘cotogno’ (in latino classico cydōneum), con il suffisso collettivo comune -ētum, passato attraverso *-ét > -é, però gran parte delle fonti individua nell’albero di cotogno l’autentica origine del toponimo.

## Storia
Nel Medioevo, la località veneta fu centro di una comunità benedettina.
Tra il XVIII e il XIX secolo a Codognè sostarono Napoleone, in transito durante la battaglia dei Camolli, e Ugo Foscolo, ospite a Villa Toderini, luogo di composizione di alcuni sonetti.

## Monumenti e luoghi d'interesse

### Architetture religiose

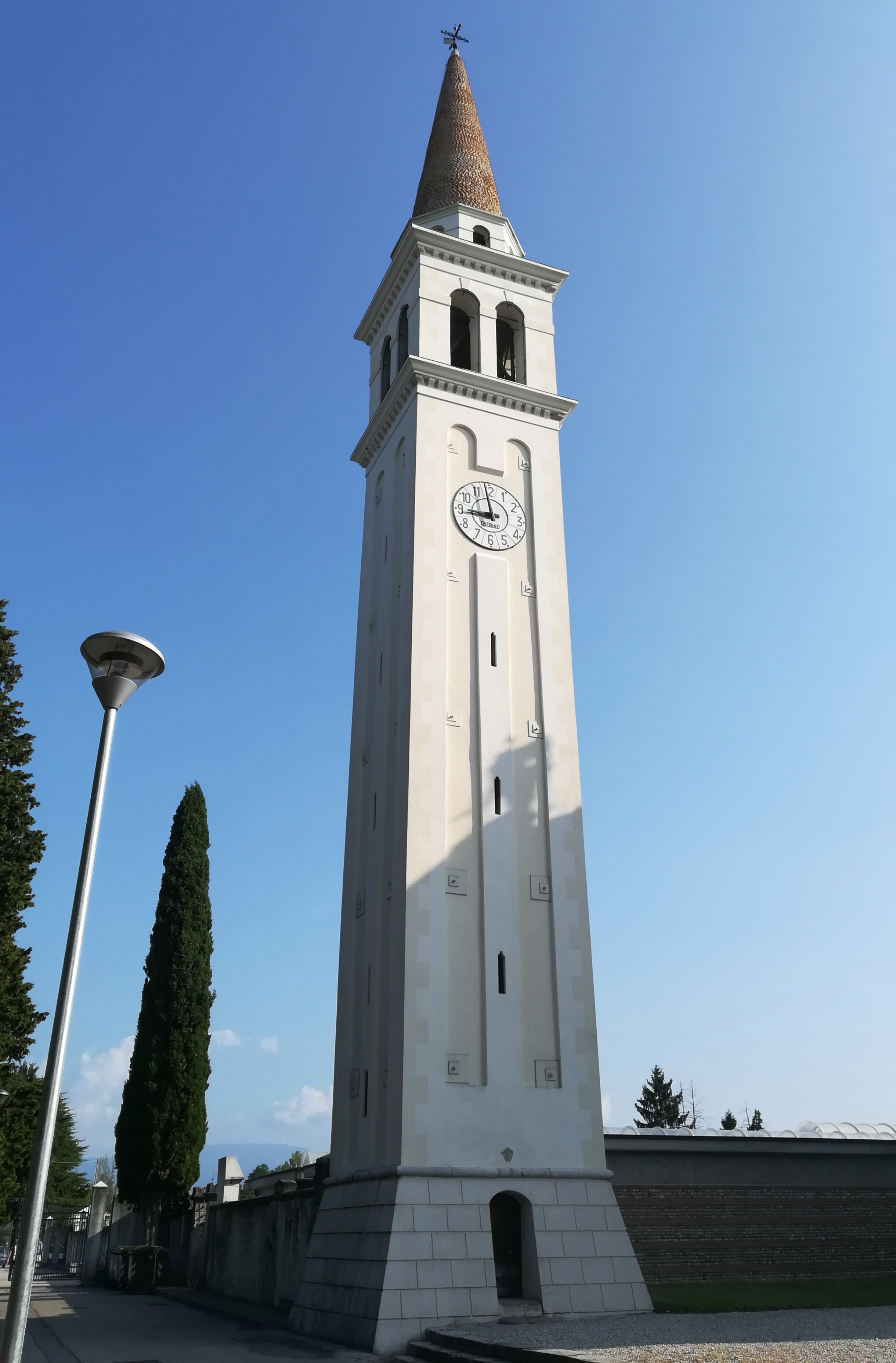
Il campanile della parrocchiale

#### Chiesa arcipretale di Sant'Andrea
La chiesa parrocchiale di Codognè, ubicata in località Borgo Chiesa, è un edificio la cui prima attestazione risale al 1328 quando era una semplice cappella alle dipendenze della Pieve San Pietro di Fontanelle, l’aspetto attuale, di chiara ispirazione palladiana, è frutto degli interventi di restauro terminati nel 1825.
La struttura ha una facciata a capanna, caratterizzata da un grande frontone dentellato e sovrastato da tre statue, sostenuto da quattro lunghe semicolonne corinzie. Al centro della facciata, un bassorilievo rettangolare rappresenta il santo a cui la chiesa è consacrata.

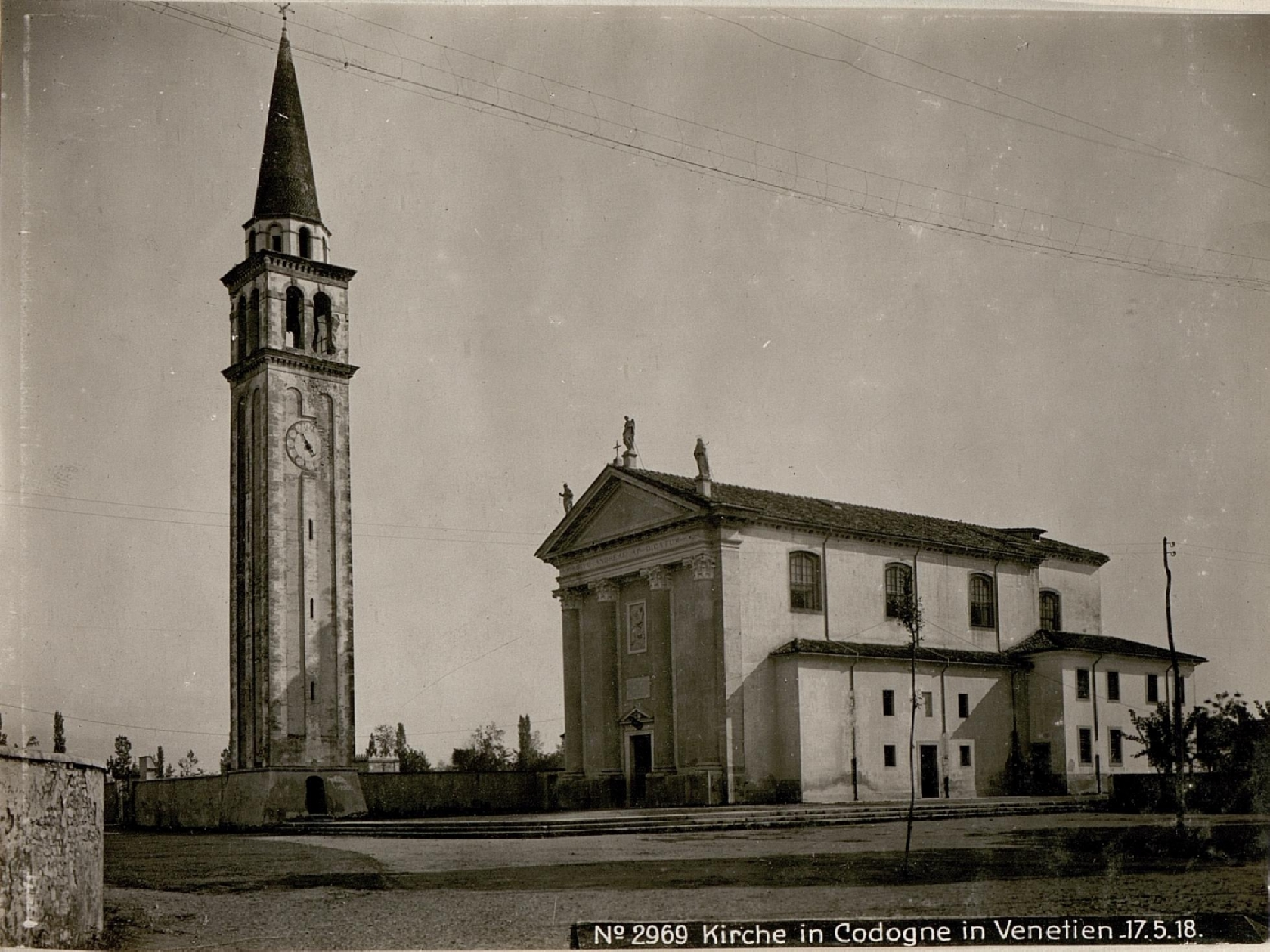
La parrocchiale

#### Chiesa parrocchiale S. Ulderico Vescovo
Nella frazione di Cimetta, la parrocchiale è dedicata a S. Ulderico Vescovo. Fu costruita nel 1440, al tempo del vescovo Antonio Correr e divenne parrocchia nel 1547, quando già da tre anni possedeva il fonte battesimale.
L’esterno è frutto di un restauro del 1910 in cui fu eseguita la facciata tripartita. Sopra il portone d’ingresso ci attende in abiti pontificali il titolare della Chiesa.

### Architetture civili

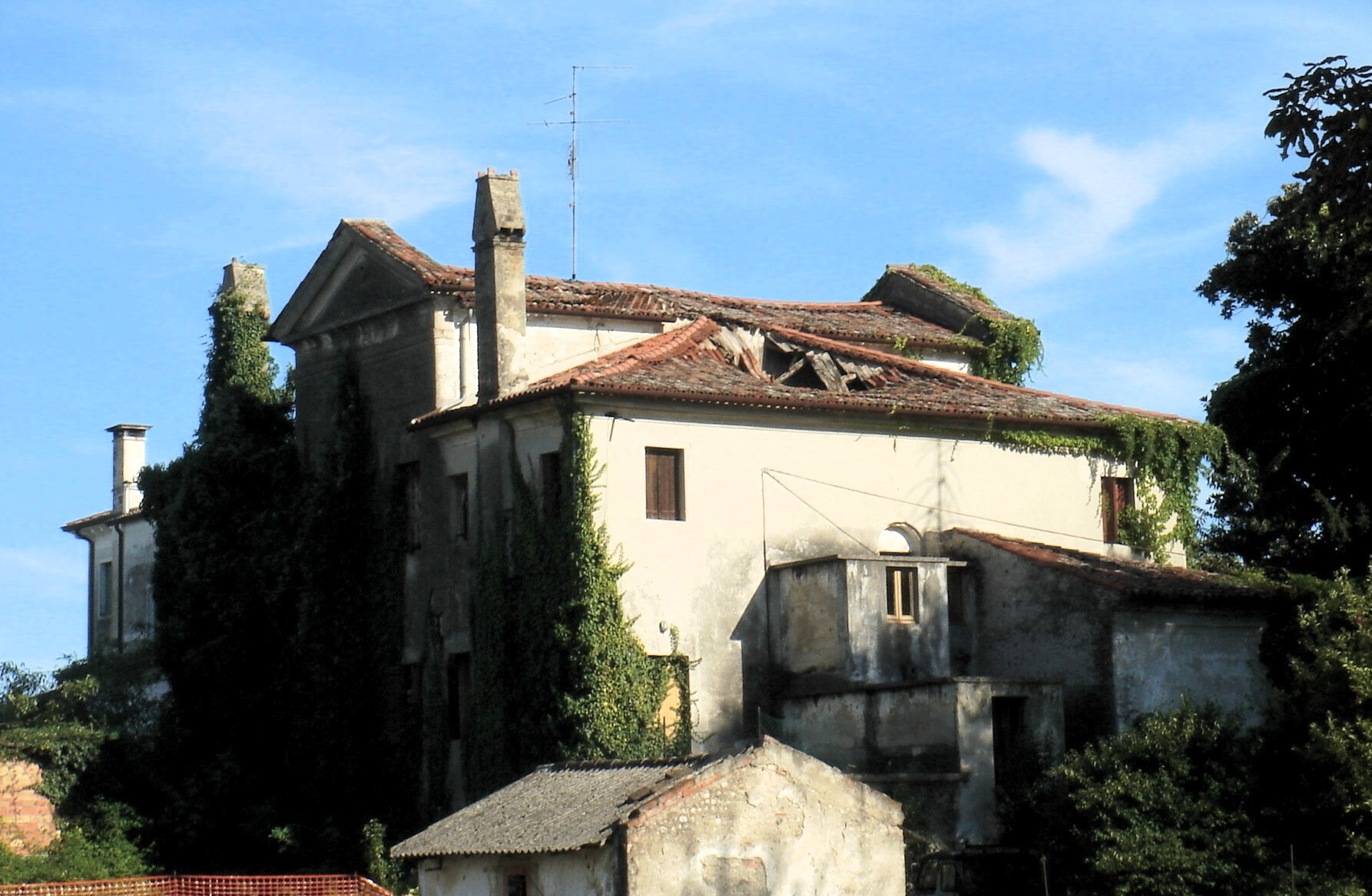
Villa Travaini

#### Ville venete
Di seguito è riportato un elenco delle ville venete presenti sul territorio comunale di Codognè:
- Villa Paoletti[13] (Cimetta, XVIII secolo)
- Villa Porcia Andreetta Dell'Andrea (detta "Rosa")[14] (Roverbasso, XVIII secolo)
- Villa Toderini De Gajardis Ferracini Jelmoni Ton Bonicelli[15] (XVIII secolo)
- Villa Travaini Vendrame[16] (XVIII secolo)

### Aree naturali

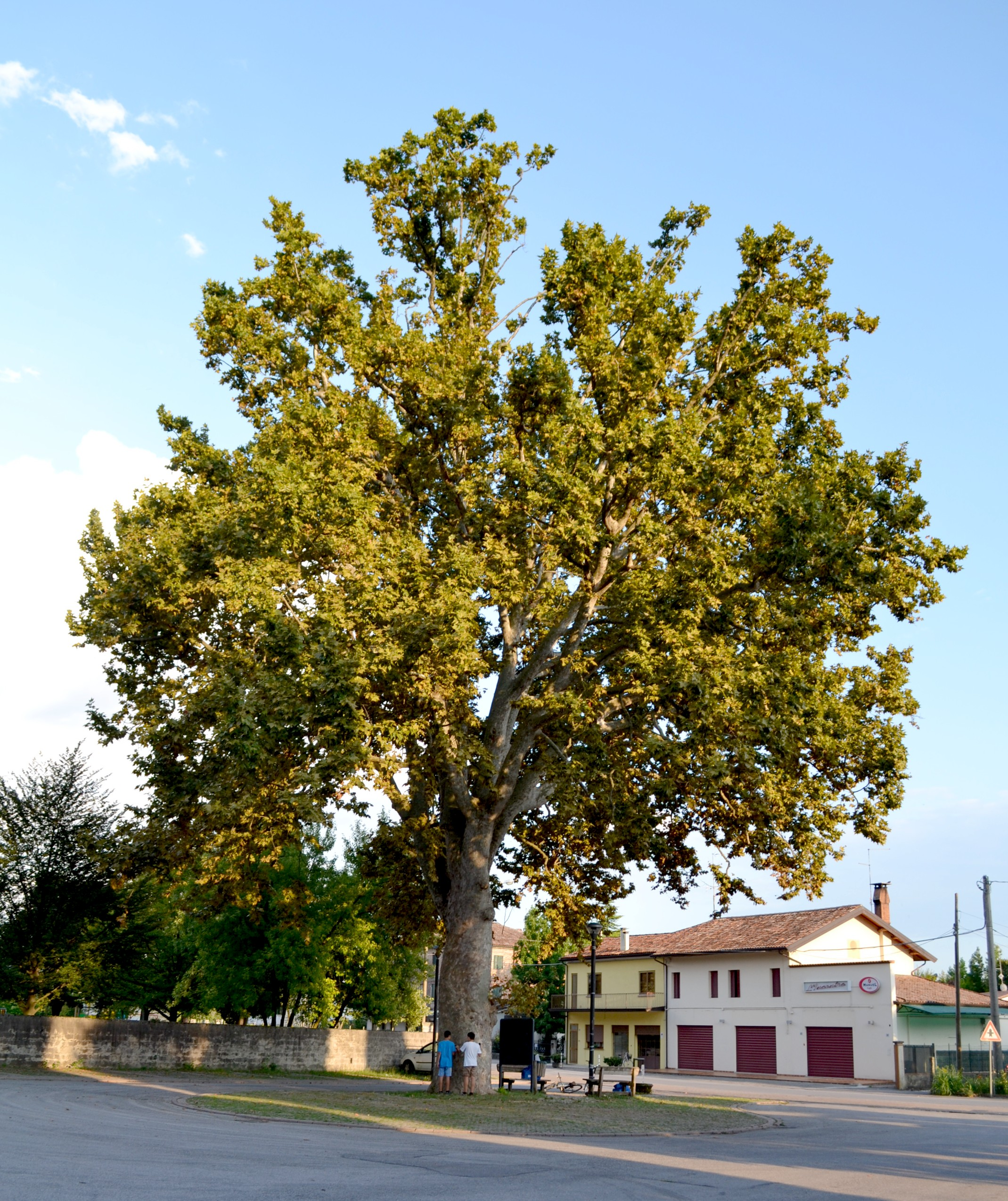
Il platano monumentale

Il territorio di Codognè, fertile e perciò in vasta parte agricolo, va ricordato per la presenza di diversi corsi d'acqua e di risorgive, ascrivibili al peculiare paesaggio dei palù tra Livenza e Monticano, di cui Codognè è il fulcro, assieme a San Fior di Sotto e Zoppè. É il luogo ideale per la coltivazione del pom codogno, del quale esistono anche numerosi esemplari spontanei.

#### Platano monumentale
Nel piazzale della chiesa di sant'Andrea sorge un grande Platanus orientalis, la cui circonferenza è di 4,3 metri, per un'altezza di 26; è classificato nella lista dei circa 22 000 alberi monumentali italiani tutelati dalla guardia forestale e uno dei 16 dislocati in provincia di Treviso.

## Cultura

### Eventi
la Festa della Mela Cotogna dal 2009 è diventata un evento di promozione del territorio, delle produzioni tipiche (in primis la mela cotogna), dell’artigianato locale e dell’associazionismo. Il successo delle recenti edizioni della Festa è stato reso possibile grazie alla sinergia instaurata con le associazioni comunali e con le realtà economiche del paese, in particolare con i ristoratori, gli artigiani gastronomici e coloro che si occupano di ristorazione in senso lato e gli imprenditori agricoli.

## Società

### Evoluzione demografica
Abitanti censiti

### Etnie e minoranze straniere
Al 31 dicembre 2023 gli stranieri residenti nel comune erano 493, ovvero il 9,4% della popolazione. Di seguito sono riportati i gruppi più consistenti:
1. Romania 92
2. Albania 61
3. India 40
4. Croazia 38
5. Ucraina 33
6. Bosnia ed Erzegovina 29
7. Cina 26
8. Marocco 26

## Geografia antropica

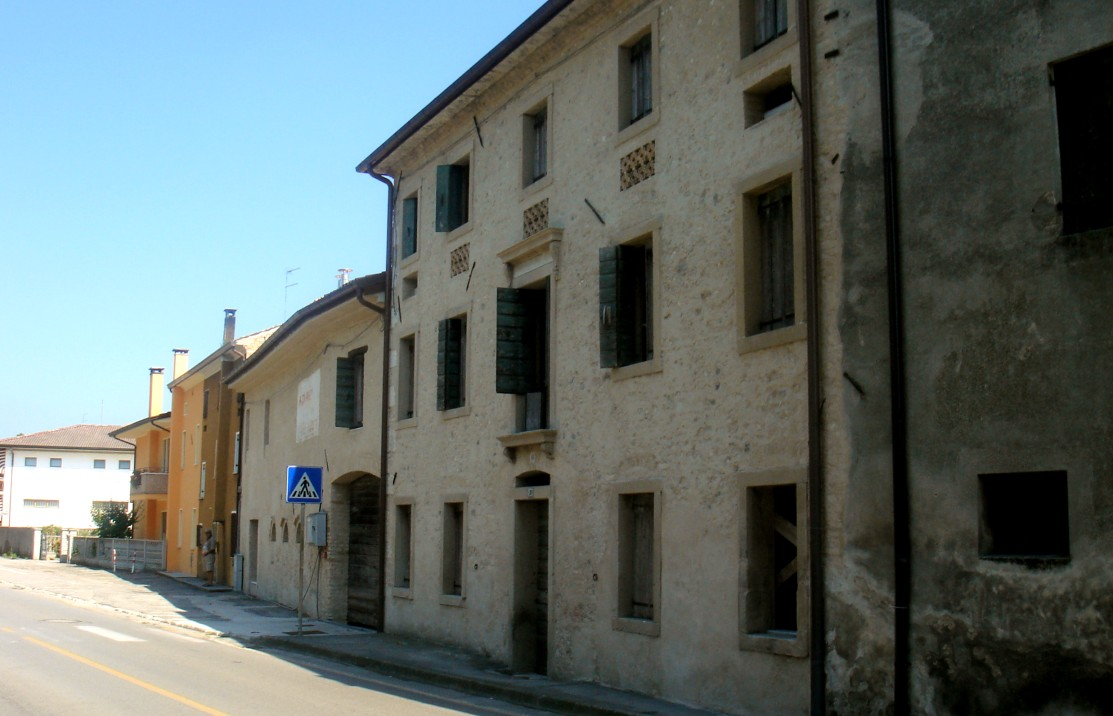
Il centro di Roverbasso

### Frazioni
Al comune di Codognè appartengono tre frazioni: Cimavilla e Cimetta, le più a ovest, sorgono lungo la Strada Provinciale 15 Cadore-Mare, Roverbasso occupa invece l'area est del comune, comprendendo aree rurali di rilievo paesaggistico.

## Amministrazione
| Periodo       | Periodo   | Primo cittadino     | Partito      | Carica  | Note |
| ------------- | --------- | ------------------- | ------------ | ------- | ---- |
| 1995          | 1999      | Gianfranco Lorenzon | Lista civica | Sindaco |      |
| 1999          | 2004      | Lorena Andreetta    | Lista civica | Sindaco |      |
| 2004          | 2009      | Lorena Andreetta    | Lista civica | Sindaco |      |
| 2009          | 2014      | Roberto Bet         | Lista civica | Sindaco |      |
| 2014          | 2019      | Roberto Bet         | Lista civica | Sindaco |      |
| 2019          | 2024      | Lisa Tommasella     | Lista civica | Sindaco |      |
| 8 giugno 2024 | in carica | Jessica Masini      | Lista civica | Sindaco |      |

### Altre informazioni amministrative
La circoscrizione territoriale ha subito le seguenti modifiche: nel 1869 aggregazione della frazione di Roverbasso staccata dal comune di Gaiarine.

## Sport

### Calcio
La principale squadra di calcio del comune è l'U.S.C. Codognè che milita in Seconda Categoria. I colori sociali sono il bianco e l'azzurro.

### Pallavolo
La squadra di volley del comune è la Spaccio Occhiali Vision - Volley Codognè che milita in serie B2. I colori della società sono anch'essi bianco e blu.